# Marsta
Ej att förväxla med Märsta.
Marsta är en by och småort i Bälinge socken i Uppsala kommun.

## Historia
Byn omtalas första gången 1353, då Jakob i Marsta som var fogde i Bälinge utnämndes till förvaltare för sina och sin brors gods. Hans dotter donerade 1383 jord till Klara kloster, som i samband med räfsteting 1409 erhöll två gårdar i byn. 1540–73 omfattade byn ett från 1566 två mantal skatte, en gård tillhörig Klara kloster, senare Danvikens hospital, samt två mantal frälse (tillhörde 1562 Hans Björnsson av Lepasätten).
Två runstenar finns på byns ägor: U 1089 och U 1090.